# Orthorrhynchidium
Orthorrhynchidium là một chi rêu trong họ Pterobryaceae.